# Chrome Shelled Regios
Chrome Shelled Regios (jap. 鋼殻のレギオス, Kōkaku no Regiosu) ist eine japanische Light-Novel-Serie von Shūsuke Amagi mit Illustrationen von Miyū. Sie wurde als Manga und Anime-Fernsehserie adaptiert.

## Handlung
In einer postapokalyptischen Welt, die von „Filth“-Monstern überrannt ist, können die Menschen nur noch in riesigen mobilen Städten leben, die Regios genannt werden. Diese Regios unterteilen sich in unterschiedliche Funktionen, wobei Regios mit derselben Funktion miteinander in Konkurrenz stehen und durch militärische Manöver mit festen Regeln um die Nutzungsrechte für Seleniumminen kämpfen. Dieses Selenium stellt die Energiequelle für die Regios dar.
Der 15-jährige Layfon „Wolfstein“ Alseif, ein früherer Träger eines der 12 Himmelsschwerter von Grendan, das er schon mit 10 Jahren für sich gewinnen konnte, kommt aus einer der ungewöhnlichsten Regios. Grendan ist die einzige der Regios, die die Begegnung mit „Filth“-Monstern sucht und eine hohe Zahl von außergewöhnlich starken Military-Artists hervorbringt. Alle anderen Regios versuchen, den „Filth“-Monstern aus dem Weg zu gehen. Wegen eines für Grendan unverzeihlichen Vergehens wurde Layfon Alseif von dort verbannt. Dieser tritt daraufhin den langen und gefahrvollen Weg mit den „Roaming“-Bussen zur Akademie-Regios Zuellni an, wo er ein neues Leben fernab der Military-Arts beginnen und ein ziviles Leben führen will. Doch wegen eines unglücklichen Zwischenfalls zu Beginn des Semesters kommen seine ungewöhnlich starken Fähigkeiten eines Military-Artist in der Nutzung von „Kei“ zu Tage. Daraufhin steckt der Präsident von Zuellni ihn zum Nutzen von Zuellni in die Military-Artists-Ausbildung, um die Chancen auf einen Sieg im nächsten Inter-Regios-Turnier für Zuellni zu erhöhen, die in den letzten drei Kämpfen zwei ihrer drei überlebenswichtigen Seleniumminen verloren hatte.

## Light Novels
Die von Shūsuke Amagi geschriebene und von Miyū illustrierte Light-Novel-Serie wurde vom 18. März 2006 bis 25. September 2013 durch Fujimi Shobō publiziert. Die Kurzgeschichten zu dieser Reihe wurden zuvor im Dragon Magazine veröffentlicht. Bisher sind 25 Bände auf Japanisch erschienen. Außerdem gibt es seit Juli 2007 mit bisher 3 Bänden Legend of Regios und seit März 2009 und bisher einem Band Regios Crusade zwei Light Novel Ableger von den gleichen Künstlern, die ebenfalls von Fujimi Shobō publiziert werden.

## Manga
Diese Reihe hat bisher vier verschiedene Mangaadaptionen nach Geschichten von Shūsuke Amagi hervorgebracht. Jede Reihe wurde von einem anderen Illustrator gestaltet. Die Manga-Reihen können der Shōnen-Kategorie zugeordnet werden.
Die Manga-Reihe Chrome Shelled Regios, gezeichnet von Miyū, erschien von April 2007 bis Dezember 2011 im inzwischen eingestellten Dragon Age Pure-Magazin sowie später in drei Sammelbänden. Die von Nodoka Kiyose gezeichnete und seit Juni 2007 veröffentlichte Manga-Reihe Chrome Shelled Regios: Missing Mail erschien zuerst im Manga-Magazin Monthly Dragon Age. Bisher wurden sieben Bände in dieser Reihe als Tankōbon publiziert. Beide Reihen werden von Fujimi Shobō verlegt.
Der vom 10. April 2008 bis 22. Mai 2009 im Manga-Magazin Beans Ace von Kadokawa Shoten erschienene Manga Chrome Shelled Regios: Secret Side (鋼殻のレギオス シークレット・サイド, Kōkaku no Regiosu: Shīkuretto Saido), gezeichnet von Watari, brachte es auf zwei Bände als Tankōbon. Den gleichen Umfang erreichte die von Masumi Futaba gezeichnete Yonkoma-Reihe Kōkaku no Regios no 4-koma: Felli no Uta (鋼殻のレギオスの4コマ フェリの詩) in ihrer Veröffentlichung vom 8. November 2008 bis 7. Oktober 2009 im Manga-Magazin Dragon Age Pure und nach dessen Einstellung im Monthly Dragon Age. Verleger dieser Serie war wieder Fujimi Shobō.

## Anime
Die Animeadaption mit 24 Folgen wurde 2009 von Zexcs produziert, Regie führte Itsuro Kawasaki. Das Charakterdesign stammt von Hideki Hashimoto und künstlerischer Leiter war Jun’ichi Higashi. Die Erstausstrahlung erfolgte ab dem 11. Januar 2009 auf dem japanischen Fernsehsender TV Kanagawa. Die letzte Folge wurde erstmals am 20. Juni 2009 übertragen. Eine englische Synchronfassung wurde von Funimation Channel gezeigt, von Madman Entertainment und Funimation Entertainment veröffentlicht sowie über die Internetplattform von Funimation, über Hulu und Youtube herausgebracht.

### Synchronisation
| Rolle                   | japanischer Sprecher (Seiyū) |
| ----------------------- | ---------------------------- |
| Layfon Wolfstein Alseif | Nobuhiko Okamoto             |
| Nina Antalk             | Ayahi Takagaki               |
| Felli Loss              | Mai Nakahara                 |
| Sharnid Elipton         | Kishō Taniyama               |
| Harley Sutton           | Daisuke Sakaguchi            |

### Musik
Für die Musik verantwortlicher Produzent war Daisuke Asakura. Der Vorspann wurde mit dem Lied Brave your truth von Daisy × Daisy unterlegt. Die Abspanntitel sind Yasashii Uso (ヤサシイウソ) und Ai no Zuellni (愛のツェルニ) von Chrome Shelled in verschiedenen Variationen.